# 國泰航空700Z號班機空難
國泰航空700Z號班機爆炸事件，發生於1972年6月15日，一架國泰航空的客機，在越南的空中發生爆炸，導致機上81人全數罹難。事後雖然逮捕了嫌疑犯，但事件原因始終未明。

## 飞机和机组人员
注册号为 VR-HFZ的700Z 航班，采用于 1961 年製造康维尔 CV-880飞机飞行。该航班机长为 43 岁的澳大利亚人 Neil Morison（共拥有 14,343 个飞行小时，其中 5,261 小时驾驶 CV-880 飞机），38 岁的副驾驶 Lachlan Mackenzie（7,649 个飞行小时，其中 2,867 小时驾驶 CV-880 飞机），42 岁的副驾驶 Leslie Boyer（5,783 个飞行小时，其中 1,529 小时驾驶 CV-880 飞机）和 36 岁的飞行工程师 Ken Hickey（4,246 个飞行小时，其中 2,595 小时驾驶 CV-880 飞机）。机上共有 6 名香港籍乘务员，由两名乘务长 William Yuen 和 Dicky Kong帶領。  

## 事件經過
該班機為康維爾880（Convair CV880）型飛機，機身編號VR-HFZ。事發當天從新加坡起飛，中途停泰國曼谷廊曼国际机场後，繼續飛往香港启德机场。该飞机于中午从曼谷起飞，第一航程一切顺利，机上载有 71 名乘客和 10 名机组人员。机组人员在飞行的初始航段定期通过无线电联系。  
GMT 05:42 （当地时间 12:42），航班与西贡空中交通管制中心取得联系。 GMT 05:44，机组人员进行了例行传输，更新了航线的进展情况，并补充道他们预计将于GMT 06:06 到达下一个航路点。这是该航班发出的最后一次传输。飞机与西贡失去联系后，机组人员向香港和台北地区空中交通管制中心寻求信息无果。
在飛機失去與地面联系后不久，一架美国陆军直升机在波来古附近一处偏僻山顶找到當時仍在燃烧的飞机残骸。 儘管有两具尸体被立刻發現，但由于該地區存在越共游擊隊，難以對飞机残骸进行深入检查。當局隨後征召南越士兵前往搜寻飞机残骸并保护坠机现场。当地村民在该地区得到安全保护之前，曾在废墟中寻找贵重物品。国泰航空母公司太古集团和英国民航局派出的调查小组前往该地区进行调查。 當時正值越南戰爭期間，因此一度認為是美軍誤擊所導致。但事後從飛機殘骸分析，發現爆炸是由內往外爆炸，爆炸的位置在貨艙，由機艙內的炸彈造成。爆炸後導致尾翼及右主翼受損，讓飛機無法操控而墜毀。
事後泰國警方逮捕了一名叫颂猜·猜亚苏特 (Somchai Chaiyasut)的男子，指控該男子為詐領妻子與女兒的保險金，因而策划此爆炸案。他被指事前為未婚妻和女儿购买三份旅行保险。但歷經2年的調查，該男子仍因證據不足而獲釋。颂猜·猜亚苏特後來起诉保险公司并获得 180,000美元賠償，于 1985 年因癌症去世。此事件的真相至今仍未明。

## 檢定過程
碎片的散布表明飞机在撞击地面之前已经断成三大部分，断点几乎正好位于翼盒的前部和后部，而这些部分相对较近表明这次解体发生在低空。其他残骸，包括两台发动机和水平稳定器，可以在距离直升机较远的地方看到，但由于战争活动，无法步行到达。后来搜救團隊发现飞机后部挂在一棵树上，机内有十三名乘客和两名机组人员的尸体，飞机中部在撞击地面时爆炸。 飞机的飞行数据记录器被恢复并读取；显示飞机飞行的航线为29,000英尺（8,800）速度为310節（570每小時）直到GMT 0559（当地时间 1259 点），此时记录的数据在 30 秒内变得毫无意义，然后才完全停止。这架飞机没有配备驾驶舱语音记录器。 
通过检查现有的残骸，飞机被鑒定出现某种结构问题并在巡航高度失去了控制，導致飞机在不受控制的下降过程中受到过度应力，釀成低空解体。根据残骸分布情况推断，机身中央和右翼根部的碎片有爆炸“溅射”的迹象，而3号油箱在低空解体前亦有破裂的迹象。垂直安定面显示出被“至少一具机身，可能还有部分座椅”撞击的迹象，水平安定面也有被空中碎片损坏的迹象。一名在坠机现场工作的调查人员总结称，当地时间下午 1 点左右，飞机正在供应午餐时发生爆炸性减压，站在过道上、排队上厕所的乘客，以及监督餐饮服务的机组人员在飞机解体时被吸出机外，這導致许多尸体無法被找到。 
由于无法更好地检查残骸，并且缺乏飞行最后时刻的有效飞行数据，因此无法知道該飛機在GMT 05:59 之后发生什么。调查人员得出结论，元凶是在位于右翼盒附近的客舱内的某种爆炸装置，造成未知但灾难性的损坏，包括但不限于水平和垂直稳定器的损坏。飞机可能以“不稳定”的方式迅速下降。於下降过程中的某个不确定点，水平稳定器完全与飞机分离，最终讓机身断成搜索人员最初发现的三个部分。 

## 其他
這次空難是歷來涉及CV880客機的最慘重的空難事故，亦是當時越南第四最慘重空難（現为第五慘重）。
這次空難發生後，國泰航空再也沒有發生涉及人命的嚴重事故，被評為最安全的航空公司之一。
在這次空難中喪生的新加坡人當中，包含歌手魏民和鄧麗君的男友朱堅。
CX700现在依旧是国泰航空营运由曼谷飞往香港的航班，唯起降机场变为素万那普机场和赤鱲角机场。
| 國籍     | 乘客數 | 組員數 | 總計 |
| -------- | ------ | ------ | ---- |
| 日本     | 17     | 0      | 17   |
| 美国     | 14     | 0      | 14   |
| 泰國     | 13     | 0      | 13   |
| 菲律賓   | 7      | 0      | 7    |
| 英屬香港 | 6      | 2      | 8    |
| 新加坡   | 3      | 1      | 4    |
| 中華民國 | 2      | 3      | 5    |
| 英国     | 2      | 2      | 4    |
|          | 0      | 2      | 2    |
| 马来西亚 | 1      | 0      | 1    |
| 法國     | 1      | 0      | 1    |
| 愛爾蘭   | 1      | 0      | 1    |
|          | 1      | 0      | 1    |
| 未知     | 3      | 0      | 3    |
| 總計     | 71     | 10     | 81   |

### 引用
1. ↑   (PDF). ICAO.   [25 August 2024]. （原始内容存档 (PDF)于2025-02-06）.
2. ↑  Marshall, Andrew. . Southeast Asia Globe. 7 May 2020  [25 August 2024]. （原始内容存档于2025-02-22） （English）.
3. ↑  康维尔 880 Baidu
4. ↑   (PDF). ICAO.   [25 August 2024]. （原始内容存档 (PDF)于2025-02-06）.
5. ↑  Marshall, Andrew. . Southeast Asia Globe. 7 May 2020  [25 August 2024]. （原始内容存档于2025-02-22） （English）.
6. ↑  .   [2024-08-25]. （原始内容存档于2025-01-21）.
7. ↑  《國泰正式宣佈　六月十五空難　實為炸彈造成》，華僑日報第二張第一頁，1972年7月7日。
8. ↑  航空安全网上的Criminal Occurrence资料
9. ↑  Accident synopsis Archive.today的存檔，存档日期2012-07-19 at airdisaster.com
10. ↑  Marshall, Andrew. . Southeast Asia Globe. 7 May 2020  [25 August 2024]. （原始内容存档于2025-02-22） （English）.
11. ↑   (PDF).   [2024-12-25]. （原始内容存档 (PDF)于2025-02-06）.
12. ↑  Marshall, Andrew. . Southeast Asia Globe. 7 May 2020  [25 August 2024]. （原始内容存档于2025-02-22） （English）.
13. ↑   (PDF).   [2024-12-25]. （原始内容存档 (PDF)于2025-02-06）.
14. ↑  《23年前惊人飞机爆炸惨案！ 陪友会邓丽君魏民空难枉死》，联合晚报 (新加坡)，1995年5月22日。
15. ↑  《國泰客機乘客機員名單》，工商日報第一頁，1972年6月16日。
16. ↑  《接第一頁 國泰客機乘客名單》，工商日報第二十頁，1972年6月16日。

### 书籍
- 《航空新舊聞》，趙予杰著，經濟日報出版社，ISBN 979-962-678-391-5

## 外部連結
- Airliners.net（页面存档备份，存于） 事故飛機VR-HFZ的照片
- Aviation Safety.Net（页面存档备份，存于）